# Xylophanes docilis
Xylophanes docilis là một loài bướm đêm thuộc họ Sphingidae.

## phân phát
Nó được tìm thấy ở khắp much của Nam Mỹ, bao gồm Ecuador, Bolivia, Argentina và Peru.

## miêu tả

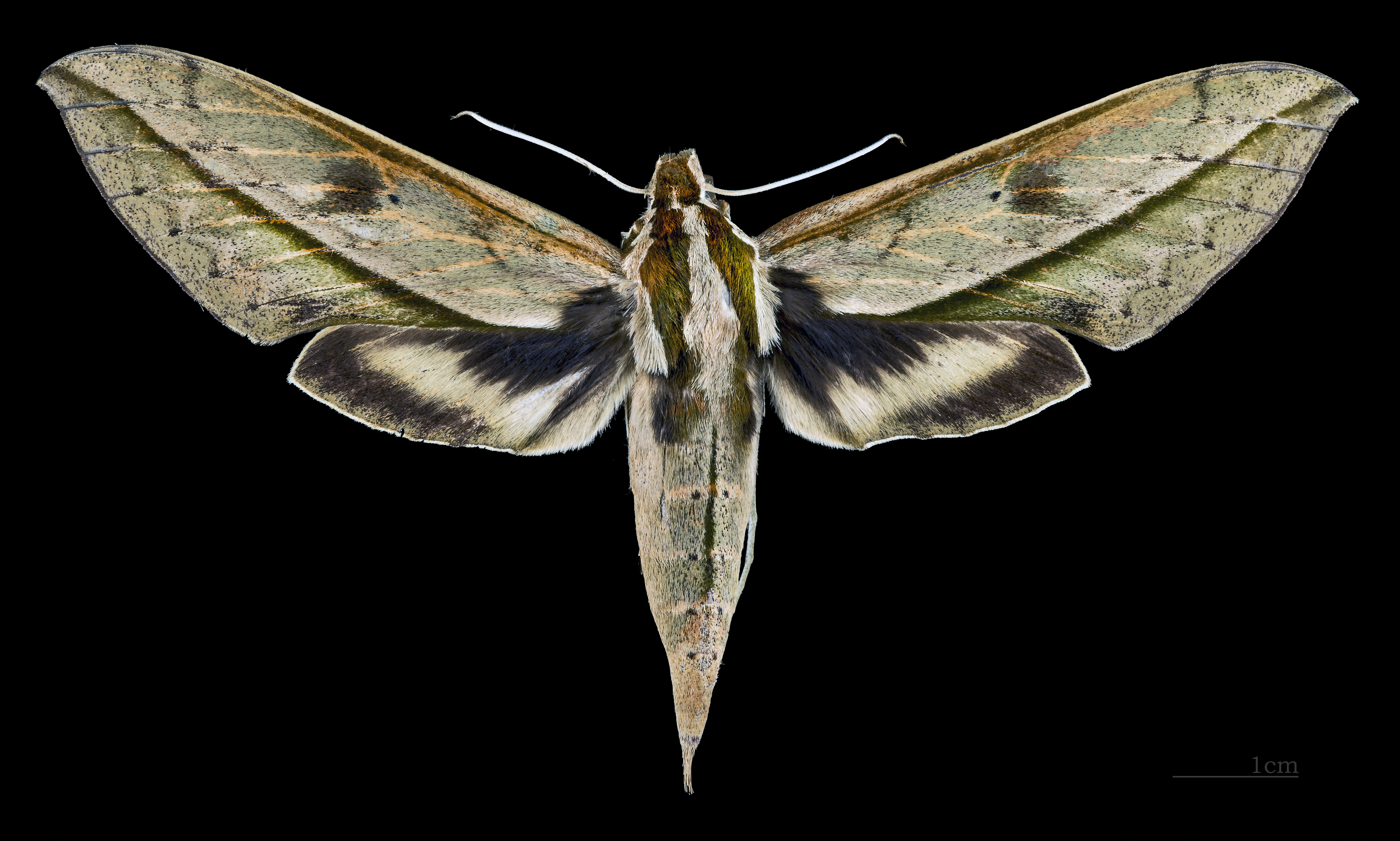
♀
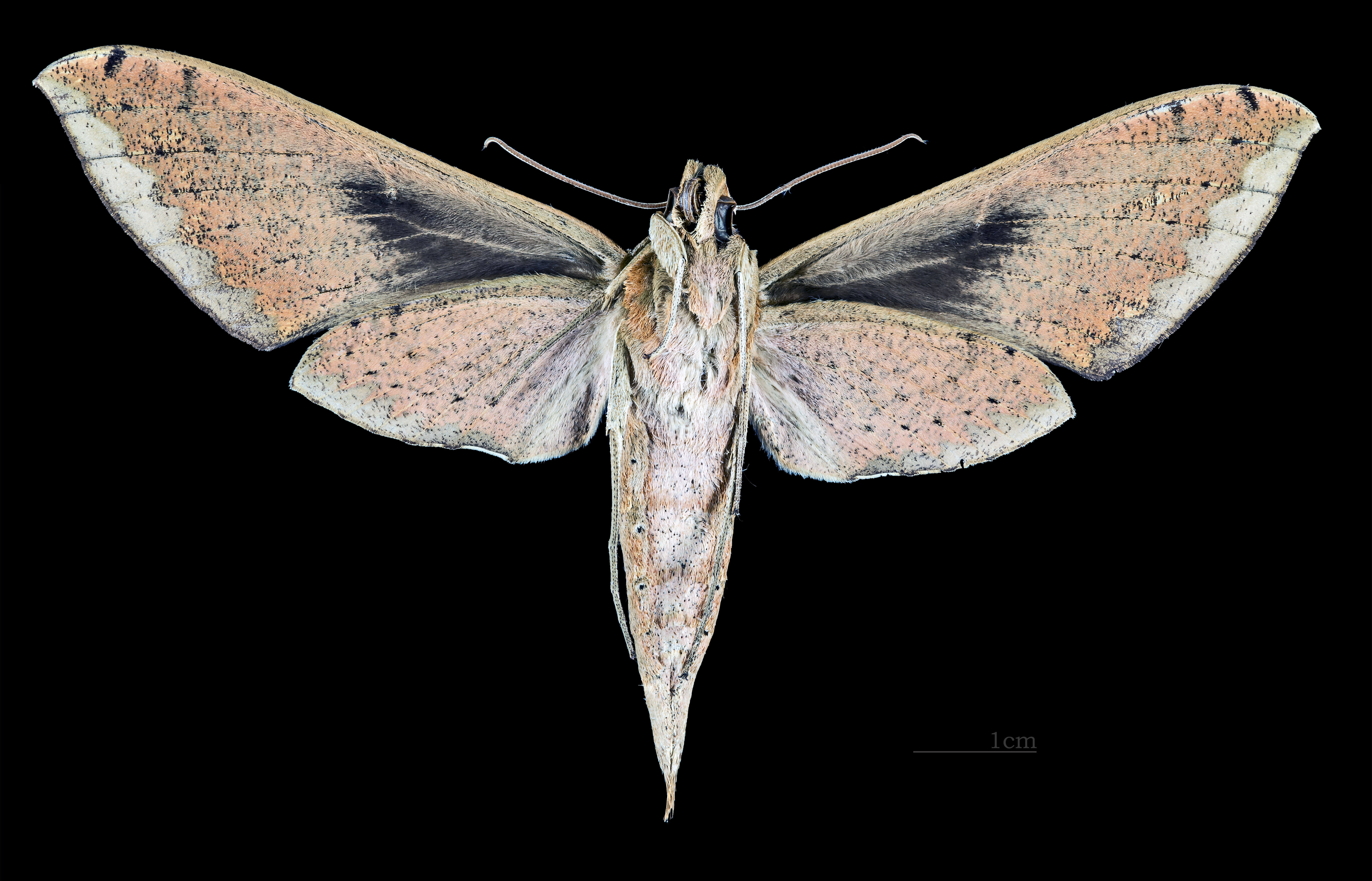
♀ △

Sải cánh dài 36–40 mm. Nó gần giống loài Xylophanes amadis, nhưng rìa ngoài cánh trước thẳng hơn.

## sinh học
There are at least two at least two generations per year in Peru con trưởng thành bay vào tháng 2 và again từ tháng 7 đến tháng 8. Con trưởng thành bay vào tháng 2 và tháng 11 in Argentina.
Ấu trùng có thể ăn các loài Rubiaceae và Malvaceae.